# سفارت چین در جاکارتا
سفارت چین در جاکارتا (به لاتین: Embassy of China) یک سفارت در اندونزی است که در جاکارتا واقع شده‌است.